# Bataille d'Agua Dulce
Vous lisez un « bon article » labellisé en 2017.
Révolution texane
Batailles
- Gonzales
- Concepción
- Grass Fight
- Béxar
- San Patricio
- Agua Dulce
- Fort Alamo
- Refugio
- Coleto
- San Jacinto

La bataille d'Agua Dulce se déroula le 2 mars 1836 à quarante kilomètres au sud de la localité de San Patricio dans l'État de Tamaulipas. Cette escarmouche, qui s'inscrit dans le cadre de la révolution texane, oppose les troupes de l'armée mexicaine aux immigrants rebelles texians issus de la province mexicaine du Texas.
Lorsque le Mexique évolue vers un gouvernement plus centralisé en 1835, les partisans du fédéralisme s'y opposent et prennent les armes. Les colons du Texas se révoltent en octobre 1835 et, à la fin de l'année, expulsent toutes les troupes mexicaines de leur province. Lorsque les hostilités sont temporairement suspendues, Frank W. Johnson, le commandant de l'armée des volontaires du Texas, ainsi que James Grant, le commandant des troupes texanes, rassemblent des volontaires pour une invasion planifiée de la ville portuaire mexicaine de Matamoros.
Le 18 février, le général mexicain José de Urrea conduit un grand contingent de soldats vers le Texas afin de neutraliser les rebelles rassemblés le long de la côte. Les hommes d'Urrea maîtrisent facilement la petite armée de Johnson le 26 février et quelques jours plus tard, après une brève bataille, le corps principal des troupes texianes et tejanos déposent les armes. James Grant et deux de ses alliés prennent la fuite mais ils sont capturés après une cavale d'une dizaine de kilomètres. Il est ensuite abattu, tout comme 11 hommes sous son commandement.

## Contexte historique

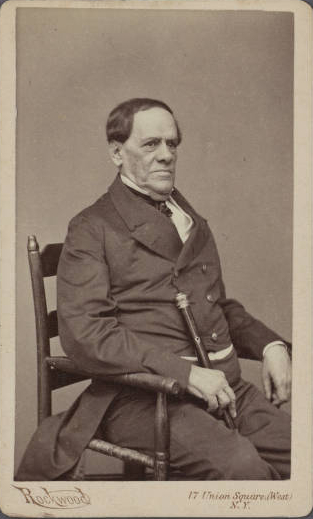
Le président Antonio López de Santa Anna tente d'instaurer un régime dictatorial qui finit par inciter les rebelles à prendre les armes.

Sous la présidence d'Antonio López de Santa Anna, le gouvernement mexicain commence la transition d'un modèle fédéraliste vers un gouvernement plus centralisé. Sa politique dictatoriale commence cependant à peser lourd sur le quotidien de la population, et la révocation de la Constitution de 1824, au début de l'année 1835, incite les fédéralistes de tout le pays à se joindre à la révolte. L'armée mexicaine mate d'abord les rebelles à l'intérieur du pays, avec notamment une répression brutale à Oaxaca et à Zacatecas,. Les troubles se poursuivent alors dans l'État de Coahuila y Tejas jusqu'à la zone qui borde les États-Unis, connue sous le nom de Texas et qui est principalement peuplée par des colons anglophones appelés Texians. En octobre, les volontaires texians prennent les armes dans le cadre de ce que l'on appelle alors la révolution du Texas. Le mois suivant, ils se déclarent comme faisant partie de l'État mexicain indépendant de Coahuila et créent un gouvernement étatique provisoire fondé sur les principes de la Constitution de 1824. À la fin de l'année, toutes les troupes mexicaines sont expulsées du Texas.

Les principaux fédéralistes du Mexique mettent ensuite au point un plan visant à éliminer les troupes gouvernementales postées à Matamoros, un important port mexicain, tandis que le conseil général du « gouvernement provisoire du Texas » débat sur la mise en œuvre d'une nouvelle campagne militaire, l'« expédition Matamoros ». Il espère amener d'autres États fédéralistes à se révolter, empêchant ainsi les troupes texianes de déserter l'armée et, plus important encore, cela déplacerait la zone de guerre en dehors du Texas. Le conseil approuve officiellement le plan le 25 décembre et le 30, Frank W. Johnson, commandant de l'armée des volontaires et son adjoint James Grant prennent avec eux la majeure partie de l'effectif de l'armée vers Goliad, afin de se préparer à cette expédition.

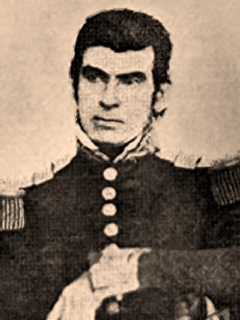
Le commandant José de Urrea, chargé par Santa Anna de mener les 150 hommes de l'armée mexicaine.

L'historien Stuart Reid affirme cependant que Grant était un agent secret britannique et que ses efforts étaient le fruit d'un plan secret visant à favoriser les intérêts de la Couronne britannique dans la région. En effet, la Grande-Bretagne n'approuve pas l'idée d'un Texas indépendant, et l'invasion de Matamoros est un bon prétexte pour rattacher davantage le Texas au Mexique.
Déterminé à mater la rébellion, le président Santa Anna commence à assembler une force armée spéciale pour rétablir l'ordre. À la fin du mois de décembre, le congrès mexicain adopte le décret Tornel qui stipule que les étrangers qui s'opposent aux troupes mexicaines « seront considérés comme des pirates et traités en tant que tels, n'étant pas des citoyens issus de pays actuellement en coopération avec la République et se battant pour un drapeau non reconnu par l'État du Mexique ». Au début du XIXe siècle, les pirates qui sont capturés sont systématiquement exécutés. Cette résolution autorise l'armée mexicaine à ne faire aucun prisonnier durant la guerre contre les Texians,. Comme à son habitude, le président Santa Anna mène personnellement la majeure partie de ses troupes dans les environs de la ville de San Antonio et ordonne au général José de Urrea de mener avec 550 hommes une campagne sanguinaire visant à étouffer la rébellion le long de la côte du Golfe,.

## Prélude à la bataille
Le gouvernement provisoire du Texas nomme Samuel Houston commandant de la nouvelle armée régulière ; il n'a cependant aucun autorité sur les volontaires qui sont fidèles à Johnson qui projettent uniquement de renverser le gouvernement de Santa Anna, alors que le gouvernement provisoire récemment créé a pour objectif la sécession. Le gouverneur provisoire Henry Smith s'oppose à l'expédition Matamoros et ordonne à Houston de trouver un moyen pour l'annuler. Dans un discours adressé aux volontaires, Houston tente de dissuader la majorité des hommes de poursuivre cette mission. Beaucoup d'entre eux sont séduits par le discours et quittent l'armée, tandis que d'autres rejoignent les troupes sous le commandement du second de Houston, James Fannin, à Presidio la Bahía. Vers la fin du mois de janvier 1836, seuls 70 hommes sont encore du côté de Johnson et Grant : ce sont pour la plupart des Américains ou des Européens arrivés au Texas après le début des combats. Urrea atteint Matamoros le 31 janvier et persuade les fédéralistes de la région que le but des Texians est la sécession, et que leur tentative de déclencher une révolte fédéraliste dans Matamoros n'est en fait qu'une diversion pour dissimuler leurs véritables intentions. Pendant ce temps, les agents doubles mexicains continuent à convaincre Johnson qu'ils sont en mesure d'assiéger Matamoros facilement. Les troupes d'Urrea traversent alors le Texas le 18 février.

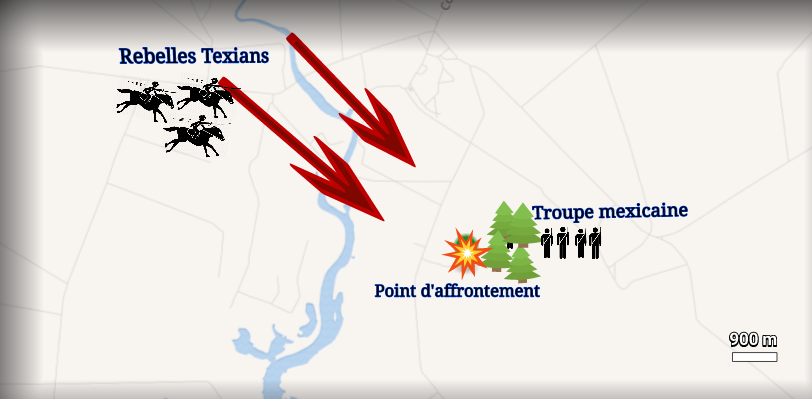
Le plan des Mexicains consiste à tendre une embuscade aux rebelles texians venus du nord, en se camouflant derrière quelques bosquets d'arbres, bénéficiant ainsi de l'effet de surprise.

En dépit de l'avancée de l'armée mexicaine, Grant et Johnson choisissent de diriger leurs hommes au sud de la rivière Nueces, sur un territoire appartenant à l'État de Tamaulipas, dans le but de se procurer des chevaux. Le 21 février, Johnson et un petit groupe d'hommes commencent à rassembler environ 100 chevaux pour les emmener ensuite au Texas. Le reste des hommes est resté avec Grant pour rassembler davantage de chevaux, mais selon les historiens, Johnson aurait tenté de rejoindre ses alliés près de Matamoros pour déterminer si les fédéralistes étaient toujours disposés à se battre contre l'armée mexicaine. Les troupes mexicaines arrivent à San Patricio à l'aube du 26 février et les hommes de Johnson sont vaincus après une courte bataille de quinze minutes. Six Texians, dont Johnson, s'échappent et le reste de ses hommes sont tués ou capturés,. Alors qu'Urrea attend d'éventuels renforts avant de commencer sa marche vers Goliad, les hommes qui étaient partis en éclaireurs essayent de trouver Grant et le reste de la troupe texiane. Ignorant alors le sort de Johnson, le 27 février, Grant et ses hommes commencent leur marche vers le nord, à San Patricio, conduisant avec eux un troupeau de plusieurs centaines de chevaux. Le 1er mars, les hommes sont bien accueillis par les fermiers locaux et campent le long de la rivière San Fernando. Durant la nuit, un messager est envoyé à Urrea pour lui dévoiler l'emplacement de Grant ainsi que ses plans.

## Derniers préparatifs et forces en présence
Les troupes mexicaines marchent durant la nuit vers El Puerto de Los Cuetes de Agua Dulce, un point de passage bien connu qui se trouve près d'un ruisseau à Agua Dulce. À environ 42 kilomètres au sud de San Patricio, près de Banquete, et juste au nord de Kingsville, quelques soldats mexicains se camouflent derrière quelques bosquets d'arbres. Urrea a alors à sa disposition 150 soldats, dont 80 dragons. 
La troupe de Grant compte environ 53 hommes, dont un grand contingent de Tejanos (résidents du Texas nés au Mexique) sous le commandement de Plácidos Benavides. Les hommes sont à ce moment de bonne humeur et chevauchent à un rythme soutenu vers San Patricio. Grant, Benavides et Ruben Brown parcourent environ 800 mètres devant le corps principal texian et ne voient aucun signe des soldats mexicains bien dissimulés dans les arbres.

## Bataille
Entre 10 et 11 h du matin, la cavalerie mexicaine attaque la ligne de front texiane à proximité des bosquets d'arbres. Surpris, beaucoup d'entre eux sont abattus avant qu'ils aient pu lever leurs fusils. Certains tentent de s'enfuir mais les dragons mexicains les rattrapent facilement. Cinq Texians abandonnent leurs montures et s'enfuient vers un petit village voisin, espérant se mettre à couvert et riposter avec leurs fusils. Urrea envoie alors l'infanterie pour les débusquer et deux d'entre eux sont capturés tandis que le reste parvient à s'enfuir.

Grant, Benavides et Brown rebroussent chemin pour rejoindre les autres Texians. Pendant la bataille, Brown a un problème avec son fusil et ne parvient à le recharger qu'en descendant de son cheval. Constatant que la bataille est mal engagée, Grant et Brown ordonnent aux hommes qui ne sont pas encore tués de se replier, après quoi ils prennent la fuite avec Benavides et deux autres soldats. La cavalerie mexicaine tente de les arrêter, mais Grant riposte et abat un officier, puis il profite de la confusion pour s'éloigner alors qu'un troupeau de chevaux affolés oblige la cavalerie mexicaine à se mettre sur le côté de la piste. Les trois Texians sèment la cavalerie en suivant les chevaux ; les soldats mexicains ouvrent immédiatement le feu sur eux mais ils ne parviennent qu'à blesser légèrement leurs montures.

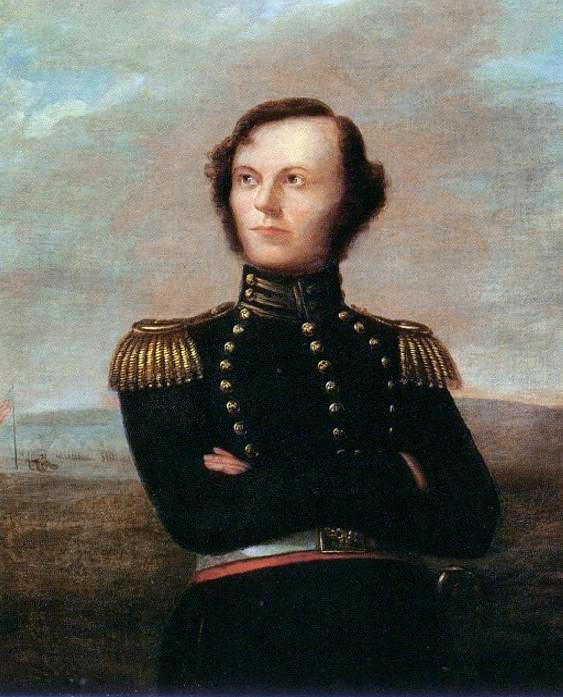
James Fannin, le second du chef de l'armée régulière du Texas.

Les trois Texians réussissent à s'éloigner sur environ une dizaine de kilomètres en faisant feu sur les dragons afin de les obliger à rester en arrière. Les soldats mexicains les préviennent qu'ils seront épargnés à condition qu'ils se rendent immédiatement, mais les fuyards ne prennent pas en compte ces avertissements et décident d'envoyer l'un d'entre eux pour prévenir Fannin de l'arrivée imminente de l'armée mexicaine à Goliad. Benavides est désigné pour accomplir la tâche à cause de la puissance de sa monture, alors que Grant et Brown sont cernés par les soldats mexicains.
Grant est tué après avoir abattu un soldat mexicain qui a essayé d'éliminer Brown. Cependant, l'historien Stuart Reid émet l'hypothèse que les soldats mexicains ne souhaitaient pas que Grant survive à la bataille car il aurait pu identifier des sympathisants fédéralistes à Matamoros et dans les régions avoisinantes, mettant ainsi en danger Urrea et certaines de ses troupes fédéralistes.
Brown jette alors son pistolet vide aux pieds d'un officier mexicain, puis attrape la lance de l'homme que Grant a tué et l'utilise pour se défendre. La lutte est cependant inégale : Brown est obligé de se rendre aux Mexicains puis il est ramené au site de l'embuscade où gît un homme gravement blessé, qui s’avère être Joseph Carpenter, un des compagnons d'armes de Grant. Carpenter implore qu'on épargne sa vie mais il est abattu de sang-froid par un soldat mexicain.

## Conséquences

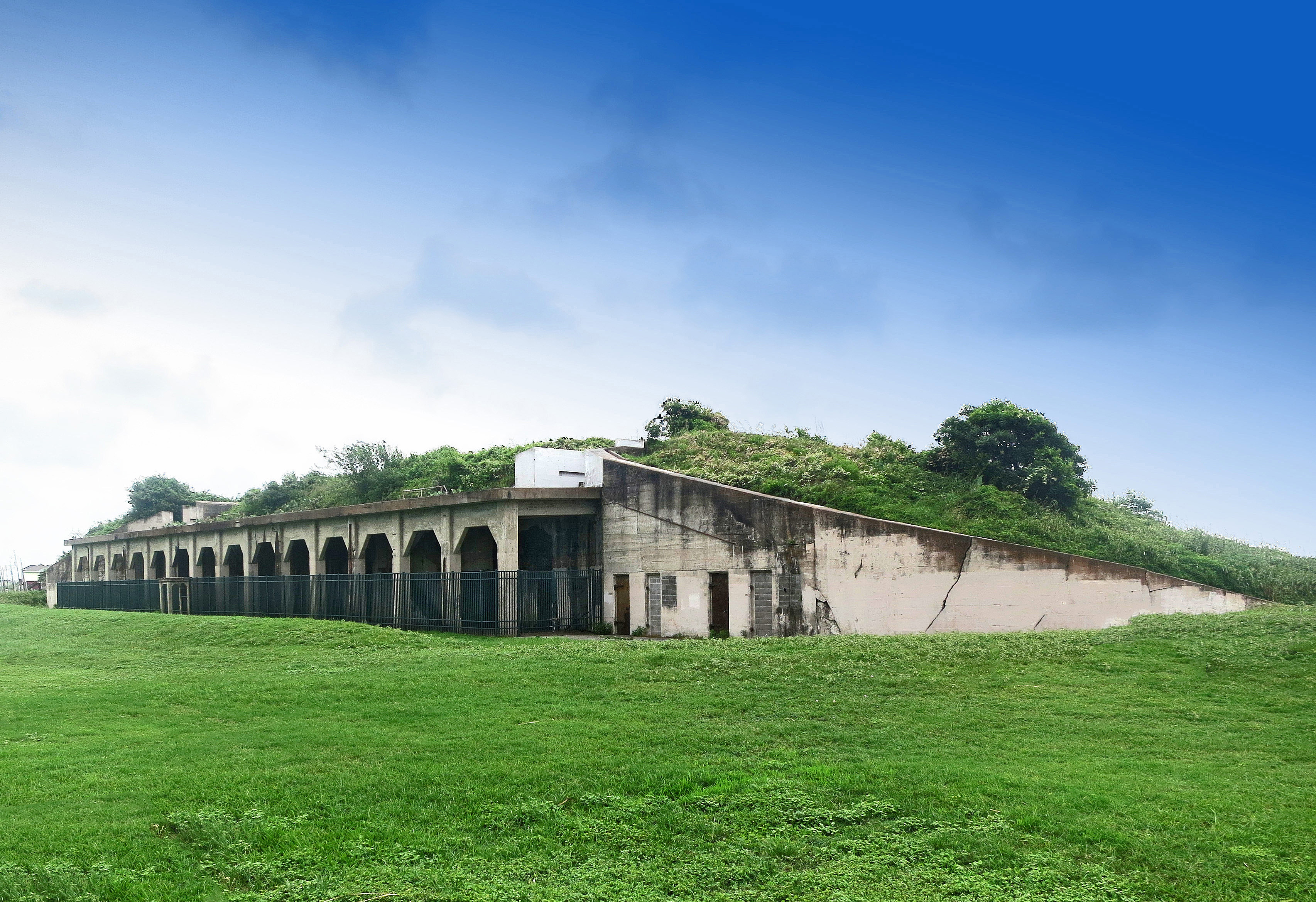
Après la bataille, la république du Texas a convenu de construire le Fort Travis.

Alors qu'Urrea rapporte la perte de 42 hommes du côté des Texians, les historiens du début du XXe siècle n'ont en général répertorié que 12 tués. Seulement six Texians sont faits prisonniers et six également ont réussi à s'échapper. Au mépris du décret Tornel, Urrea épargne ceux qui se sont rendus et les envoie dans une prison de Matamoros. Selon certaines informations, Urrea aurait offert sa clémence après l'intervention de Francita Alavez, la maîtresse d'un de ses soldats. Parmi ceux qui ont réussi à s'échapper, cinq rejoignent la garnison de Fannin et sont tués durant le massacre de Goliad. Aucun rapport sur les pertes du côté des Mexicains n'a été établi, mais les historiens font état d'au moins un mort. Après la bataille, les soldats mexicains récupèrent tous les chevaux que les Texians avaient rassemblés. Cette bataille marque la fin de l'expédition Matamoros et le même jour, le Texas déclare son indépendance, alors que Grant et ses hommes ignorent qu'ils se sont battus pour cette nouvelle République. Selon l'historien Stephen Hardin, cette bataille a prouvé que les Texians n'étaient que des combattants amateurs formés à la hâte, alors que les Mexicains étaient de vrais soldats entraînés et habitués aux champs de bataille. Les nouvelles de la bataille parviennent à Fannin le 4 mars mais l'arrivée imminente d'Urrea inquiète ce dernier, qui craint que Santa Anna conduise ses troupes de San Antonio de Béxar vers Goliad, ce qui au passage risquerait d'écraser Fannin et ses hommes.

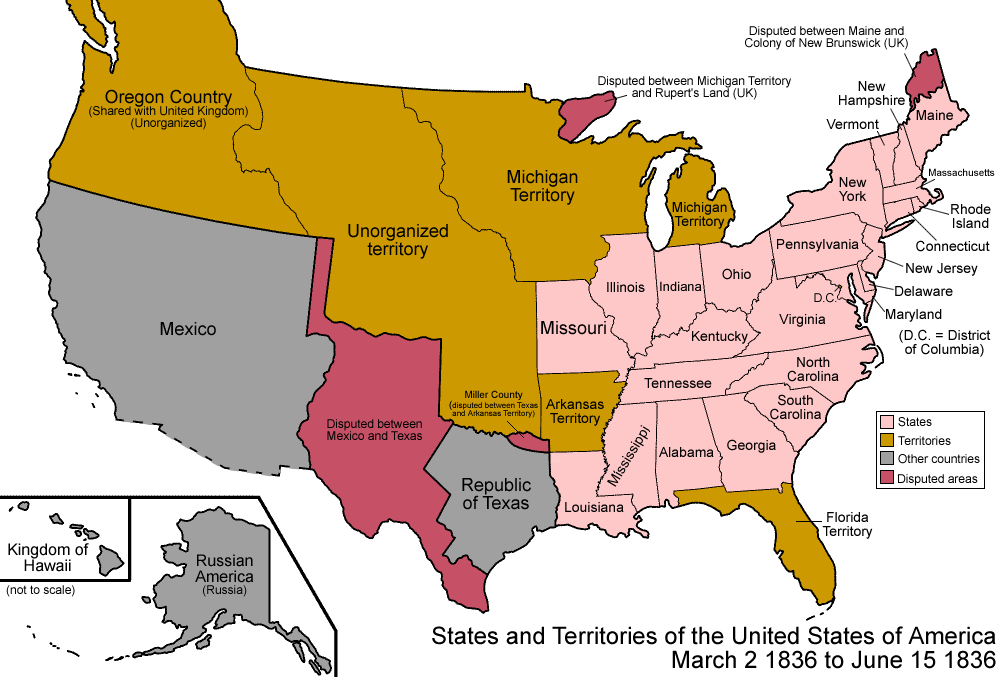
Délimitation du territoire des États-Unis après la bataille le 2 mars 1836.

 Il décide d'écrire au gouverneur par intérim, James Robinson : « Je suis meilleur juge des capacités de mes hommes que n'importe qui d'autre, et si j'ai été qualifié pour commander cette armée, je m'estime en être digne ».
La convention de 1836 laisse néanmoins à Fannin la charge du fort de Goliad s'il le désire, mais il décide de quitter la ville le 29 mars. Les troupes d'Urrea tendent ensuite une embuscade contre ses hommes pendant la bataille de Coleto Creek et il est exécuté avec le reste de ses hommes une semaine plus tard durant le massacre de Goliad.